# Iryna Hlavnyk
Iryna Viktoriva Hlavnyk (transliteração em ucraniano: Ірина Вікторівна Главник, Kiev, 11 de maio de 1996) é uma nadadora ucraniana. Representou a Ucrânia nos Jogos Olímpicos de Verão de 2012 e nos Jogos Olímpicos de Verão da Juventude de 2014.

## Biografia
Iryna nasceu em Kiev, capital da Ucrânia, no ano de 1996. A nadadora integrou a delegação ucraniana e representou o país, nos Jogos Olímpicos de Verão de 2012, realizados em Londres, na Inglaterra. Juntamente com as atletas Daryna Zevina, Hanna Dzerkal e Darya Stepanyuk conquistou participou do revezamento 4x200 m livre. A equipe ucraniana ficou com o décimo sexto lugar.
No ano de 2014, participou dos Jogos Olímpicos de Verão da Juventude, realizado em Nanquim na China. Na competição, participou de diversas categorias de nado. Na categoria de 200 metros livres, alcançou o vigésimo nono lugar, não classificando-se para a etapa final. Nos 50 metros de costas, Irina alcançou índica para avançar na etapa classificatória, alcançando a semifinal e não conseguiu avançar a fase final. Com isso, Iryna ficou com o décimo primeiro lugar.
Nos 100 metros de costas, Iryna passou pela mesma situação classificatória na categoria de 50 metros, porém terminou em décimo lugar. Nos 200 metros de costas, alcançou o nono lugar, não classificando-se para a final - que totalizavam oito vagas. Ainda na competição disputou o 200 m medley, onde ficou em vigésimo terceiro lugar.